# Minoranza nazionale
Minoranza nazionale indica una porzione di popolazione che si differenzia da quella maggioritaria di uno stato per alcune caratteristiche linguistiche, religiose, etniche, culturali, sociali, ecc.. A causa della complessità del fenomeno non esiste una definizione legale di "minoranza nazionale" internazionalmente accolta, ma bensì distinte definizioni adottate nelle legislazioni dei diversi stati nazionali.
(Enciclopedia on line Treccani)
A livello mondiale i diritti delle persone appartenenti a minoranze sono stati proclamati delle Nazioni Unite con risoluzione 47/135 del 18 dicembre 1992 intitolata "Dichiarazione delle Nazioni Unite dei diritti delle persone appartenenti a minoranze nazionali o etniche, religiose e linguistiche". In tale dichiarazione viene anche prospettato l’impegno degli Stati a proteggere dette minoranze.

Le minoranze nazionali sono legalmente protette nel sistema europeo del Consiglio d'Europa  dalla apposita "Convenzione-quadro per la protezione delle minoranze nazionali" (in vigore dal 1998), sistema a cui anche l'Unione europea ha aderito.

## Le incertezze sulla definizione del termine
Il concetto di minoranza nazionale viene utilizzato in vari documenti internazionali, compresa la convenzione-quadro per la protezione delle minoranze nazionali (adottata dal Comitato dei Ministri del Consiglio d'Europa a Strasburgo il 1º febbraio 1995, entrata in vigore il 1º febbraio 1998 e sottoscritta e ratificata anche dall'Italia) e nella convenzione europea dei diritti dell'uomo. 
Data la complessità ed eterogeneità dei gruppi sociali ricompresi, gli estensori della norma europea hanno lasciando spazio ad ogni Stato di definire a proprio modo cosa considerano "minoranza nazionale". Infatti, tutti i tentativi di formulare una definizione universalmente accettata del concetto hanno determinato un fallimento sul piano politico. Principalmente le minoranze nazionali si distinguono dalla maggioranza in base a: 
- lingua (Ad esempio, minoranza nazionale di lingua tedesca dell’Alto Adige);
- religione[5][6] (Ad esempio, minoranza croata in Bosnia-Erzegovina. La lingua adoperata dagli abitanti di etnia croata è fondamentalmente uguale a quella adoperata dalla maggioranza della popolazione bosgnacca. Ciò che differenzia i croati dai bosgnacchi è esclusivamente la religione: cattolica per i croati, musulmana per i bosgnacchi);
- lingua e religione (Ad esempio, minoranza serba nel Kosovo. Gli appartenenti alla minoranza etnica serba adopera la lingua serba ed è di fede ortodossa, a differenza della popolazione maggioritaria albanese di lingua albanese e di fede musulmana).

Vi è una definizione abbastanza diffusa e che, nonostante la sua informalità negli affari internazionali, sembra aver acquisito autorità. Questa è quella contenuta nella raccomandazione 1201, adottato il 1º febbraio 1993, dall'Assemblea parlamentare del Consiglio d'Europa, che ha richiesto agli Stati membri di adottare un protocollo addizionale alla Convenzione europea dei diritti dell'uomo sui diritti delle minoranze nazionali. L'articolo 1° del protocollo allegata alla proposta sopra citata raccomandazione contiene una definizione precisa, che è basata in gran parte su quella proposta nel 1979 dal professor Francesco Capotorti in una relazione a nome della sottocommissione per le minoranze l'ONU.

Una definizione quasi simile viene riportata nel paragrafo 7 della Risoluzione del Parlamento europeo sulla protezione delle minoranze e le politiche contro la discriminazione nell'Europa allargata (P6_TA(2005)0228) in cui il Parlamento europeo raccomanda che con il termine “minoranza nazionale” si definisca un gruppo di persone in uno Stato che:
- risieda nel territorio dello Stato in questione;
- mantenga legami antichi, solidi e duraturi con lo Stato in questione;
- presenti caratteristiche etniche, culturali, religiose o linguistiche specifiche;
- sia sufficientemente rappresentativo, sebbene numericamente inferiore al resto della popolazione dello Stato in questione o di una sua regione;
- sia animato dalla volontà di preservare insieme ciò che costituisce la sua comune identità, incluse la cultura, le tradizioni, la religione o la lingua.

Ad esempio, la comunità slovena e croata parlante dialetti istroveneti ha chiesto e ottenuto, in base ad accordi internazionali sottoscritti anche dall'Italia, di essere riconosciuta e tutelata come "minoranza nazionale di lingua italiana": in forza di accordi internazionali, l'idioma istroveneto è dunque giuridicamente considerato un dialetto della lingua italiana. In questo specifico caso è stata la popolazione stessa a definire la propria identità storico-linguistica e a considerare la sua storica parlata familiare come appartenente al sistema linguistico italiano.

Dal punto di vista del loro legame con il territorio di riferimento possiamo distinguere:
- Minoranze storiche e nazionali

Comunità storicamente residenti in un territorio, talvolta anche in epoche molto precedenti a quelle storiche di insediamento della/e maggioranza/e di riferimento.
- Comunità non territoriali

Si tratta di quelle comunità come i Rom, i Sinti o i Camminanti che non fanno riferimento ad un territorio specifico di appartenenza.
La discriminante rappresentata dalla territorialità, che distingue le minoranze “radicate su uno specifico territorio di uno Stato” dalle minoranze “non territoriali” viene espressamente definita, almeno con riferimento alle minoranze linguistiche, nella Carta europea delle lingue regionali o minoritarie, accolta dal Consiglio d’Europa il 5 novembre 1992 (STE 148), secondo cui:
(Carta europea delle lingue regionali o minoritarie, Articolo 1, paragrafo c)
- Nuove minoranze

Si tratta di quelle comunità di minoranza in via di formazione ma di cui, anche quando non sono ancora storicamente radicate in uno specifico territorio, va sottolineata la natura collettiva.
(Ralph Waldo Emerson)

## ONU
La preoccupazione per la conservazione delle minoranze linguistiche nazionali si è manifestata ed affermata innanzitutto presso alcune organizzazioni internazionali, sul finire del 20º secolo, dopo la constatazione della graduale estinzione di numerose lingue minoritarie.

La sopravvivenza di una lingua minoritaria, può rappresentare un arricchimento non solo per la popolazione, che vi si riconosce (in quanto simbolo della sua identità etnica, culturale o sociale), ma anche per l’intera regione; basta considerare il ruolo delle cosiddette minoranze di confine (che vivono nelle regioni frontaliere europee) nello sviluppo culturale, economico delle aree confinarie, elemento importante dell’integrazione europea. La sopravvivenza di una lingua minoritaria però non si può basare esclusivamente sui legami affettivi dei suoi parlanti, parte dei quali nel tempo perdono la motivazione nell’usare la lingua minoritaria a causa del venir meno di alcuni presupposti storici che hanno favorito il suo sviluppo. Per arginare il processo di regressione linguistica, che può sfociare nell’estinzione di una lingua minoritaria in una determinata regione, le organizzazioni internazionali hanno raccomandato agli Stati di prendere provvedimenti legislativi concreti a tutela dell’uso delle lingue minoritarie. Anche l’ltalia ha recepito tale raccomandazione, con l’emanazione di leggi che consentono l’uso di alcune lingue minoritarie anche nelle scuole, nell’amministrazione pubblica e nei procedimenti davanti al giudice di pace. Per mantenere viva una lingua minoritaria è infatti essenziale che i suoi parlanti possano usarla, oltre che nella quotidianità, anche nei contesti ufficiali, per evitare che il suo uso diventi un mero fenomeno folkloristico.
Principali riferimenti legislativi di tutela delle minoranze:
- Patto Internazionale sui Diritti Civili e Politici, adottato dall’Assemblea Generale delle Nazioni Unite il 16 dicembre 1966 ed entrato in vigore il 23 marzo 1976.

- Dichiarazione dei diritti delle persone appartenenti a minoranze religiose e linguistiche, nazionali o etniche Archiviato il 4 marzo 2016 in Internet Archive.[14] Archiviato il 4 marzo 2016 in Internet Archive. (Adottata all'unanimità dall'Onu nel 1992)

## Consiglio d'Europa
Le minoranze nazionali vengono definite da ciascuna legislazione in conformità ai propri principi. Negli stati aderenti al Consiglio d'Europa sono attualmente riconosciute circa 40 minoranze nazionali.
Il Consiglio d'Europa ha due strumenti al livello di diritto vigente, uno ad hoc per le minoranze linguistiche (la "Carta europea delle lingue regionali o minoritarie") e uno per le minoranze nazionali (la già menzionata convenzione-quadro per la protezione delle minoranze nazionali). La Carta europea delle lingue regionali o minoritarie, (all'art. 3 punto 1) precisa: "Ciascun Stato contraente deve specificare nel suo strumento di ratifica, di accettazione o di approvazione, ogni lingua regionale e minoritaria o ogni lingua ufficiale meno diffusa su tutto o solo una parte del suo territorio, alla quale si applicano i paragrafi scelti conformemente al comma 2 dell'articolo 2.". Spetta dunque agli Stati che hanno ratificato la Carta determinare a quali comunità linguistiche-nazionali (i termini sono equivalenti per il Consiglio d'Europa) applicare i vari livelli di tutela previsti dalla Carta stessa. Per la convenzione-quadro per la protezione delle minoranze nazionali, il termine giuridico "minoranza nazionale" è comunque equivalente a quello di "minoranza linguistica": rappresentano entrambi la medesima fattispecie giuridica. Ogni cinque anni il Comitato del Consiglio d'Europa, cui è demandato il compito di vigilare sull'applicazione di questo trattato internazionale, visita i singoli Stati che hanno ratificato il trattato stesso, tra cui anche l'Italia. Relativamente allo stato italiano, il Comitato visita le minoranze linguistiche riconosciute dalla legge 482/99, incluse le comunità "senza Stato" sarde, friulane, occitane, ladine etc., considerate sul piano istituzionale e formale "minoranze nazionali" al pari di quelle slovene, germanofone o francofone "con Stato" che vivono in Italia. Nella L.r. 18 dicembre 2007 nr. 29 della regione Friuli-Vg, norme per la tutela, valorizzazione e promozione della lingua friulana, all'art. 2 (principi) lettera “e bis” si fa espressamente richiamo alla Convenzione-quadro per la protezione delle minoranze nazionali del Consiglio d'Europa. È da ricordare che, per il sistema giuridico italiano, ogni cittadino italiano è di nazionalità italiana. Anche se il concetto di cittadinanza viene spesso confuso con il concetto di nazionalità (sia nel linguaggio comune sia in quello burocratico e persino normativo), dal punto di vista tecnico-linguistico tra i due termini esiste una netta distinzione: mentre la cittadinanza indica l'appartenenza di una persona ad uno Stato, la nazionalità indica l'appartenenza di una persona ad una certa etnia (ossia ad un insieme di persone unite tra loro da origini, lingua, storia, cultura e tradizioni’’), che non sempre coincide con la cittadinanza. - La differenza tra i due termini si palesa chiaramente nella considerazione di soggetti con due cittadinanze.

## Italia
Nella sentenza N. 62/1992 della Corte Costituzionale viene precisato, in merito al grado di tutela riservato ad una minoranza linguistica riconosciuta, che detta tutela si può considerare pienamente realizzata solo quando, nell'ambito del territorio di insediamento della minoranza, si consenta a ciascun appartenente a tale minoranza di non essere costretto ad adoperare una lingua diversa da quella materna nei rapporti con le autorità pubbliche.

Le minoranze linguistiche in Italia riconosciute dalla legge 482 del 1999 (dati 2013)

 L'articolo 6 della Costituzione italiana stabilisce che "la Repubblica tutela con apposite norme le minoranze linguistiche". Nel testo originariamente proposto si parlava di "minoranze etnico-linguistiche", ma nel testo poi approvato dalla Costituente si fa riferimento solo alle minoranze linguistiche. Secondo altri studiosi poiché ad ogni etnia corrisponde una lingua la dizione "minoranza linguistica" è comprensiva anche dell'elemento etnico per cui è sufficiente a tutelare qualsiasi gruppo etnico allofono
Alcuni statuti delle regioni a statuto speciale hanno espressamente regolato la materia, anche se non sempre con il grado di tutela "piena", come precisato nel 1992 dalla Corte Costituzionale:
(Corte Costituzionale, Sentenza N. 62/1992)
L'art. 2 della legge 482/1999 riconosce l'esistenza di dodici minoranze linguistiche definite "storiche" e ne ammette a tutela le rispettive lingue e culture:
Questa legge tuttavia non riconosce alla minoranze linguistiche i diritti delle minoranze nazionali, dimostrando che le due questioni sono differenti nella sostanza.
La Corte Costituzionale italiana ha stabilito nelle sue sentenze che non ci può essere discriminazione tra le dodici minoranze linguistiche storiche elencate nell'articolo 2 della L. 482/99: questa legge non distingue tra minoranze linguistiche "con Stato" e minoranze linguistiche "senza stato": sono tutte destinatarie in ugual misura delle norme di tutela previste da questa legge, con la quale la Repubblica italiana ha dato per la prima volta attuazione all'art. 6 della Costituzione italiana.
Il Consiglio d'Europa ha rilevato che la legislazione italiana, laddove accorda tutela alle minoranze linguistiche storiche avente una base territoriale, non ne tributa alcuna a quelle prive di un riferimento a un territorio determinato, quali i Sinti e Rom.
Nelle sue relazioni ufficiali, il Consiglio d'Europa ha più volte lamentato la non sufficiente tutela dello Stato italiano nei confronti delle minoranze linguistiche riconosciute e tutelate con la legge 482/99, con riferimento in particolare a quelle non tutelate anche da accordi internazionali, e la scarsità di fondi loro assegnati.
I Rom e i Sinti sono poi una minoranza linguistica storica a cui il Parlamento italiano, non avendoli inseriti nell'elenco dell'art. 2 della L. 482/99, aveva promesso nel 1999 un'apposita legge di riconoscimento e tutela, stante l'assenza del criterio della territorialità: il fatto che tale legge non sia stata ancora presentata è oggetto di denuncia da parte del Comitato del Consiglio d'Europa in ogni sua relazione.
La Corte costituzionale, con sentenza nr. 81/2018, ha dichiarato incostituzionale la l.r. Regione Veneto nr. 28 del 13.12.2016, che definiva “minoranza nazionale” i residenti nella regione stessa